# Шилово (Усть-Кубинский район)
Шилово — деревня в Усть-Кубинском районе Вологодской области.
Входит в состав Устьянского сельского поселения, с точки зрения административно-территориального деления — в Устьянский сельсовет.
Расстояние до районного центра Устья по автодороге — 5 км. Ближайшие населённые пункты — Кокошеница, Ивановское, Коровино.
По данным переписи в 2002 году постоянного населения не было.